# Sant'Agata sul Santerno
Sant'Agata sul Santerno é uma comuna italiana da região da Emília-Romanha, província de Ravena, com cerca de 2.131 habitantes. Estende-se por uma área de 9 km², tendo uma densidade populacional de 237 hab/km². Faz fronteira com Lugo, Massa Lombarda.

## Demografia
| Variação demográfica do município entre 1861 e 2011                               |
|                                                                                   |
| Fonte: Istituto Nazionale di Statistica (ISTAT) - Elaboração gráfica da Wikipedia |